# Wereldwijs
Wereldwijs is in Nederland een lesmethode aardrijkskunde voor het voortgezet onderwijs. De methode bestaat uit boeken, een uitgebreid digitaal pakket en ondersteunende materialen voor de docent. Elk hoofdstuk gaat over een ander aspect uit de aardrijkskunde. Zo komen onder andere de thema's bevolking, globalisering, landschappen en klimaten aan de orde. Ook zijn er hoofdstukken waarin een land of een regio centraal staat. 
Er zijn verschillende uitgaven voor elk niveau in de onderbouw en bovenbouw van vmbo, havo en vwo. In 2012 is de vierde editie van Wereldwijs voor de tweede fase op de markt gekomen. Vanaf 2013 kunnen scholen werken met de vijfde editie voor de onderbouw en de vierde editie voor vmbo bovenbouw. De nieuwe Wereldwijs voor vmbo bovenbouw is speciaal ontwikkeld voor het nieuwe examenprogramma dat in augustus 2013 is gestart in leerjaar 3.  